# Ambassade de Guinée en Iran
L'ambassade de Guinée en Iran est la mission diplomatique officielle de la république de Guinée en République islamique d'Iran, située à Téhéran.

## Liste des ambassadeurs
| N° | Nom et prénoms   | titre de fonction   | Début          | Fin            |
| -- | ---------------- | ------------------- | -------------- | -------------- |
| 01 | Bangaly Diakhaby | ambassadeur         |                | 4 février 2022 |
| 02 | Oumar Cissé      | Chargé des affaires | 9 février 2022 | En cours       |

## Voir également
- Relations Iran-Guinée
- Liste des missions diplomatiques en Iran
- Liste des missions diplomatiques de la Guinée

## Liens
- https://www.embassypages.com/guinee-ambassade-teheran-iran